# حمدان الونيسي القسنطيني
حمدان بن لونيسي القسنطيني (1272 هـ/1856م بقسنطينة – 1338 هـ / 1920م بالمدينة المنورة) عالم ومدرس وفقيه ومحدث جزائري.

## ولادته ووفاته
و لد سنة 1272 هـ/1856م بقسنطينة. و توفي مهاجرا (لاجئا) مجاورا بالمدينة المنورة سنة 1338 هـ / 1920م.

## دراسته، شيوخه
لا يُعرف الكثير عن نشأته الأولى وتكوينه. يقال أنه حضر كمستمع لدروس الشيخ عبد القادر المجاوي.

## التدريس: قسنطينة، المدينة المنورة
عين مدرسا بالجامع الكبير بقسنطينة في يناير 1881م، أين كان يدرس النحو والحساب والأدب العربي والفقه والتوحيد. و أخرج منه سنة 1910م، بعد 30 سنة من العمل، لأسباب غير معروفة، قد تكون من مكائد المستعمر الفرنسي.
فهاجر حمدان الونيسي إلى الحجاز، واستقر بالمدينة المنورة، وظل مدرسا للحديث النبوي بها إلى حين وفاته.
وقد قال عنه الأستاذ أحمد لطفي السيد عند آدائه فريضة الحج سنة 1911 م : «.. أما نحن فقد كنا نغشى الوقت بعد الوقت درس الأستاذ الكبير الشيخ حمدان الونيسي مدرس الحديث والبيان بالحرم النبوي الشريف».
قرأ عليه العربي التباني تفسير الجلالين وألفية ابن مالك بشرح ابن عقيل.
وأكثر ما حفظ ذكراه للناس هو تتلمذ الإمام عبد الحميد بن باديس عليه.

## الطريقة التجانية
تقول بعض المصادر أنه كان من أتباع الطريقة التيجانية، و هو ما لم يتمكن المؤرخون من اثباته أو نفيه.

## أخوه: القاضي عبود، ابنه: محمد الطاهر
تولى أخوه عبود القضاء بعين البيضاء حيث التقى به الشيخ ابن باديس أثناء رحلته بتلك النواحي سنة 1929 م.
عاد ابنه محمد الطاهر بعد وفاته إلى قسنطينة وشارك في الحياة الثقافية، إذ كان أحد أصدقاء الأديب المعروف كاتب ياسين أثناء إقامته بقسنطينة.

## تلاميذه
- عبد الحميد ابن باديس
- الطيب العقبي
- محمد البشير الإبراهيمي
- المفتي محمود ابن دالي كحول
- محمد العربي التباني
- السعيد الورثيلاني[1]

## مؤلفاته
- القول الحنيف في الرد على من أجاز الفتوى بالقول الضعيف.
- فتح اللطيف الخبير في جواز التعزيز بالمال وفيه، الحكرة والتسعير[1]

## مواضيع ذات صلة
- قائمة أعلام الجزائريين
- المرجعية الدينية الجزائرية